# Kullu
Kullu (en hindi: कुल्लू) es la capital del distrito de Kullu y pertenece al estado indio de Himachal Pradesh. Está aproximadamente 10 kilómetros al norte del aeropuerto de Bhuntar y se encuentra en el valle de Kullu, a orillas del río Beas.

## Historia
Kullu cuenta con referencias históricas que se remontan al Ramayana, el Mahabharata y los Puranas (obras de la literatura hindú). Según la leyenda, durante el Diluvio Universal, Manu visitó el valle, pero no pudo cruzar el puerto de Rohtang. Puso el nombre de «Kulant Peeth» (el fin del mundo habitable) al último asentamiento que encontró y decidió meditar e instalarse en lo que ahora se conoce como la ciudad de Manali (el hogar de Manu). El nombre cambió a Kulut y evolucionó hasta Kullu o Kulu.
El monje peregrino budista Xuanzang visitó el valle en el año 634 o 635 a. C. Lo describió como una región fértil que estaba completamente rodeada por montañas, con un perímetro de aproximadamente 3000 li (1500 km) y cuya capital medía 14 o 15 li (unos 7 km) de circunferencia. En ella había una estupa que fue construida por el emperador mauria Ashoka, la cual se dice que servía para marcar el lugar donde Buda predicaba y convertía a los lugareños. El dirigente mogol mandó cambiar la estupa de lugar al maidán Feroz Shah Kotla de Delhi. Por aquel entonces, había alrededor de veinte monasterios budistas; 1000 monjes, la mayoría de los cuales eran mahayanistas; y quince templos hindúes. Cerca de los puertos de montaña había cuevas de meditación donde convivían practicantes de ambas fes.
Durante el periodo védico existieron varias repúblicas pequeñas conocidas como «janapadas», las cuales fueron posteriormente conquistadas por el Imperio nanda, el Imperio maurya, el Imperio gupta, la Dinastía pala y el Imperio Karkota. Tras la breve supremacía del rey Jarsha Vardhana, la región quedó nuevamente dividida en varios poderes locales al mando de los jefes de los clanes, entre ellos algunos principados rajput. Dichos principados fueron conquistados más adelante por el Imperio maratha y el Imperio sij.
En el año 1963 se declaró que Kullu pertenecía al estado de Punyab y en noviembre de 1966 pasó a formar parte de Himachal Pradesh. En la actualidad, Kullu es una de las ciudades de mercado más importantes del distrito y hace las veces de punto de tránsito a Manali.

## Geografía, fauna y flora

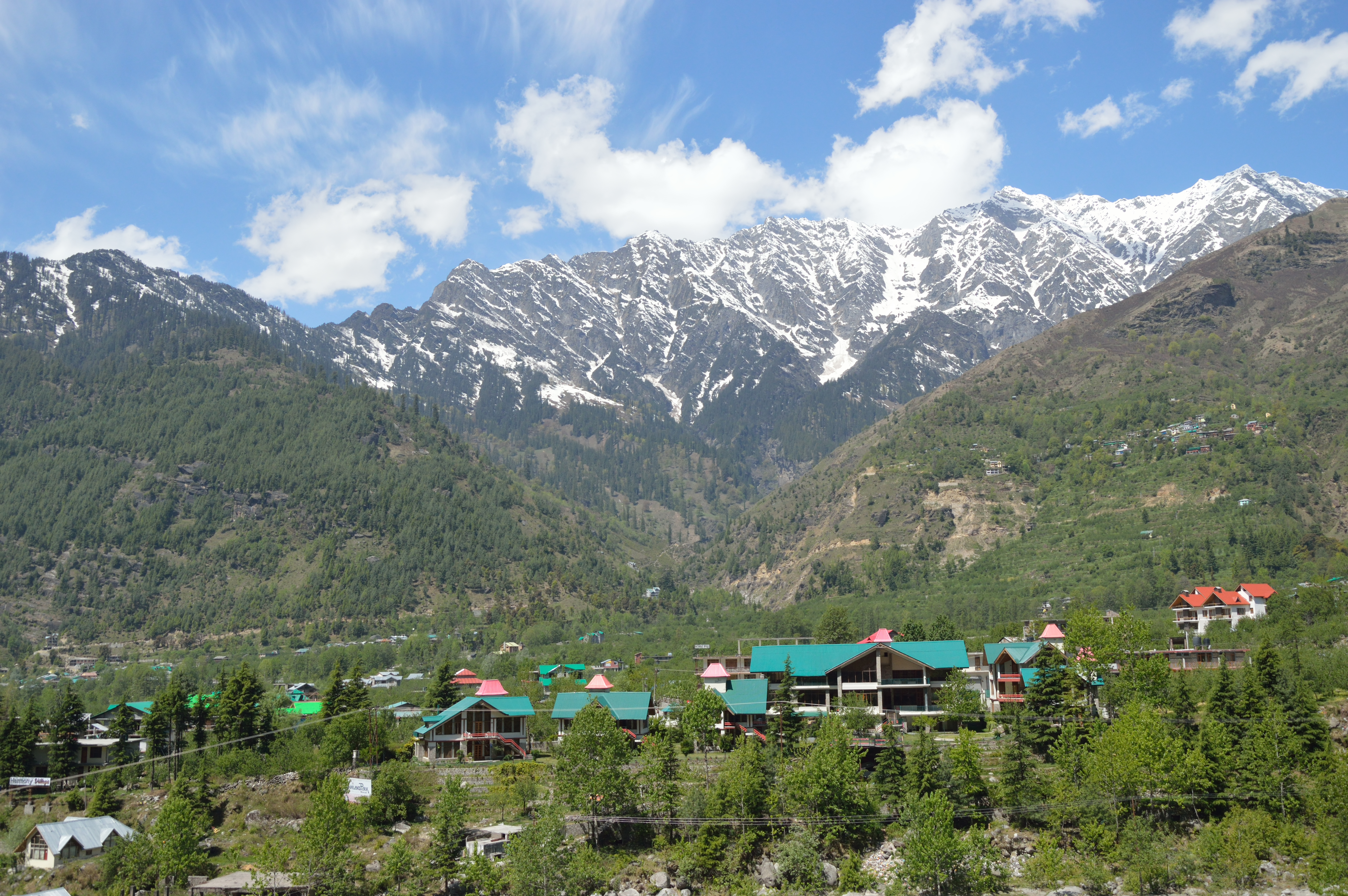
La ciudad de Kullu a orillas del río Beas.

La ciudad de Kullu tiene una elevación media de 1279 m y se localiza a orillas del río Beas. Sarvari, uno de los afluentes más importantes del río Beas, lleva hasta un valle menos explorado y más escarpado que se encuentra al oeste: el valle Lug. Al este de Kullu hay una amplia cordillera que alberga los templos Bijli Mahadev, Mounty Nag y Pueed. Más allá de la cordillera, nos encontramos con el valle Manikaran junto al río Parvati, el cual se une al Beas y al Sangam en Bhuntar. Al sur de Kullu se ubican Bhuntar, Out y Mandi. Al norte está la ciudad de Manali, que se conecta con Lahaul y el valle Spiti a través del puerto de Rohtang. 
El valle más importante para Kullu es el valle que lleva su nombre. Se trata de un valle amplio y abierto que se originó junto al río Beas, entre Manali y Largi. Es conocido por sus templos y cerros cubiertos de bosques de pino y cedro del Himalaya, así como de sus manzanales en expansión. El curso del río presenta una sucesión esplendorosa de bosques de cedro, los cuales se elevan sobre los árboles de pino que hay en las rocosas crestas de montaña a menor altura. Así mismo, está situado entre la cordillera Pir Panjal, la Himalaya menor y la Himalaya mayor. El valle cuenta con una biodiversidad muy variada. En él viven animales que son muy difíciles de encontrar en otros lugares, como el tar del Himalaya, el tragopán occidental, el monal y el oso pardo del Himalaya. Para proteger la flora y fauna de esta zona del Himalaya, muchos lugares del valle han sido declarados santuarios de la vida salvaje, como los santuarios Khokhan, Kais, Tirthan, Kanawar y Rupi Baba, el Gran parque nacional de Himalaya y el parque de Van Vihar de Manali.

## Clima

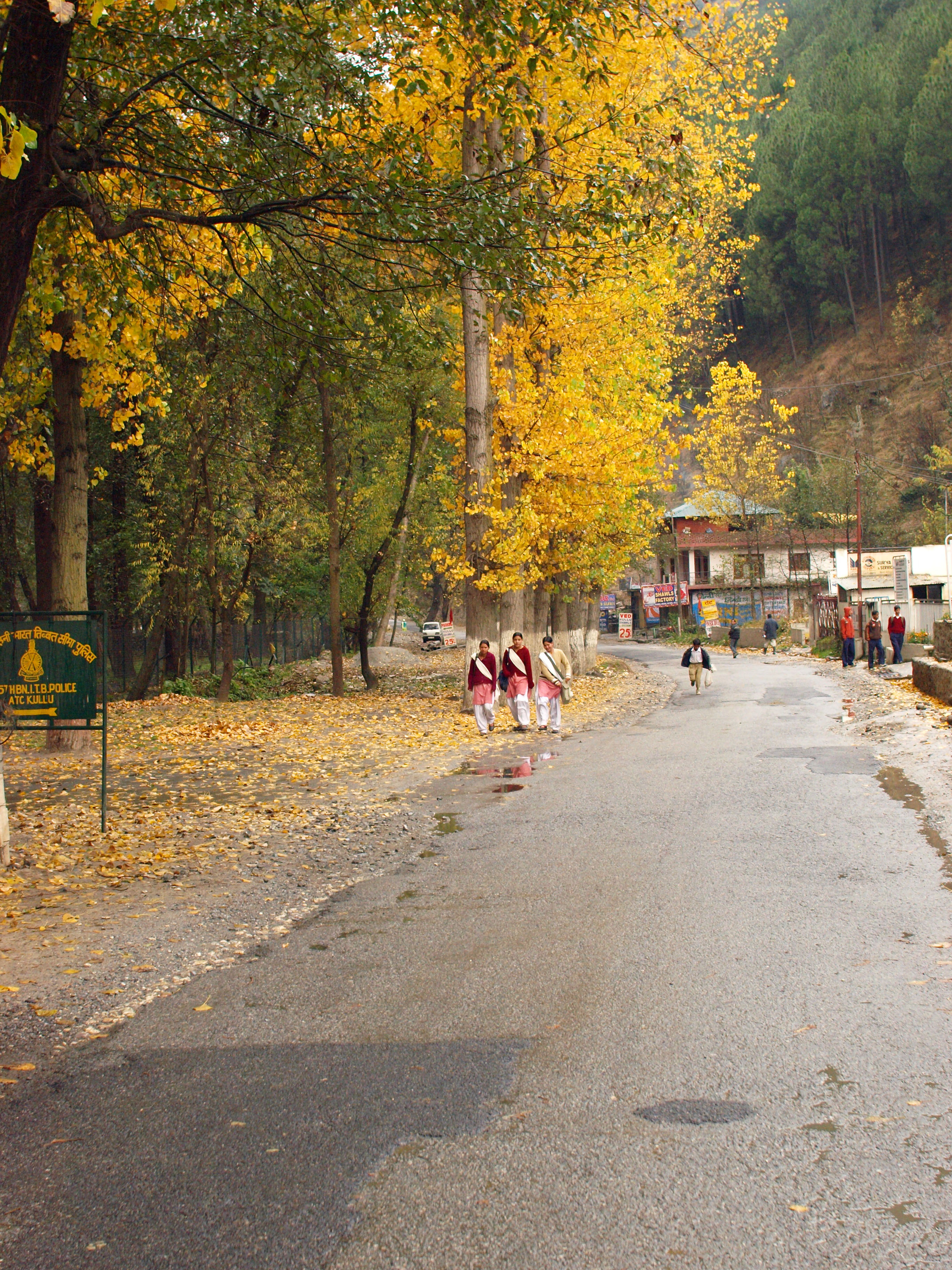
Otoño en el valle de Kullu

Diciembre y enero presentan las temperaturas más bajas, que varían de −4 a 20 °C , con alguna nevada. Los anocheceres y las mañanas son muy frías en invierno, aunque el clima es agradable en octubre y noviembre. Las temperaturas más elevadas tienen lugar de mayo a agosto, con un rango de los 24 a los 34 °C. Los meses de julio y agosto son lluviosos debido al monzón. En cada uno de esos meses cae en torno a 150 mm de lluvia.
En cuanto al clima del valle, se aprecia un contraste entre el lado de las cordilleras que se encuentra a barlovento y la meseta al norte de Manali, que se encuentra a sotavento y es bastante más seca.

## Demografía
De acuerdo con el censo de la India de 2011, en Kullu vivían ese mismo año 18 536 personas, de las cuales 9608 eran hombres y 8928 eran mujeres. La proporción de sexo femenino en Kullu es de 929, cifra que contrasta con la de la media del estado, que es de 972.
La tasa media de alfabetización es del 90,66 %, siendo en hombres del 93,02 % y en mujeres del 88,15 %.

## Administración
La ciudad de Kullu, al tratarse de la sede administrativa del distrito de Kullu, cuenta con la oficina del comisario adjunto, la del superintendente y los tribunales del distrito. Es también la circunscripción más grande y variada de Lok Sabha, la cámara baja del parlamento de la India.

## Transporte

### Aire
El aeropuerto más cercano es el aeropuerto de Bhuntar, también denominado el aeropuerto Kullu-Manali (código de aeropuerto: KUU). Se localiza en la ciudad de Bhuntar, aproximadamente 10 km al sur de la ciudad de Kullu, y está situado en la NH21, donde confluyen los ríos Parvati y Beas (latitud 31.8763 N y longitud 77.1541 E). Cuenta con varios vuelos regulares de la compañía Indian Airlines y de algunas aerolíneas privadas. Himalayan Bulls, en colaboración con Deccan Charters, empezó a operar en el sector Kullu-Chandigarh-Kullu desde el 2 de abril de 2014 con 2 o 3 vuelos no programados al día en aviones de ocho asientos.
El aeropuerto de Chandigarh es el aeropuerto de mayor tamaño que se encuentra más cerca.

### Carretera
No fue hasta la independencia de la India que se construyó el primer acceso motorizado de Kullu, lo cual ha fomentado que el área mantenga en gran medida su encanto tradicional al haber permanecido tantos siglos aislada. Hoy en día la carretera que pasa por el valle y Lahaul está completamente asfaltada y se trata de la ruta de acceso más importante que hay a través de las llanuras del norte en dirección a Leh (Ladakh).
Se puede acceder a Kullu desde Delhi por la autopista nacional NH1 hasta Chandigarh y, desde allí, por la carretera nacional NH21, la cual pasa por Bilaspur, Sundernagar y Mandi. La distancia en carretera de Delhi a Chandigarh en autobús es de 260 km y, de Chandigarh a Kullu, 252 km. La distancia total de Delhi a Kullu es, por lo tanto, de unos 512 km.

## Atractivos del lugar

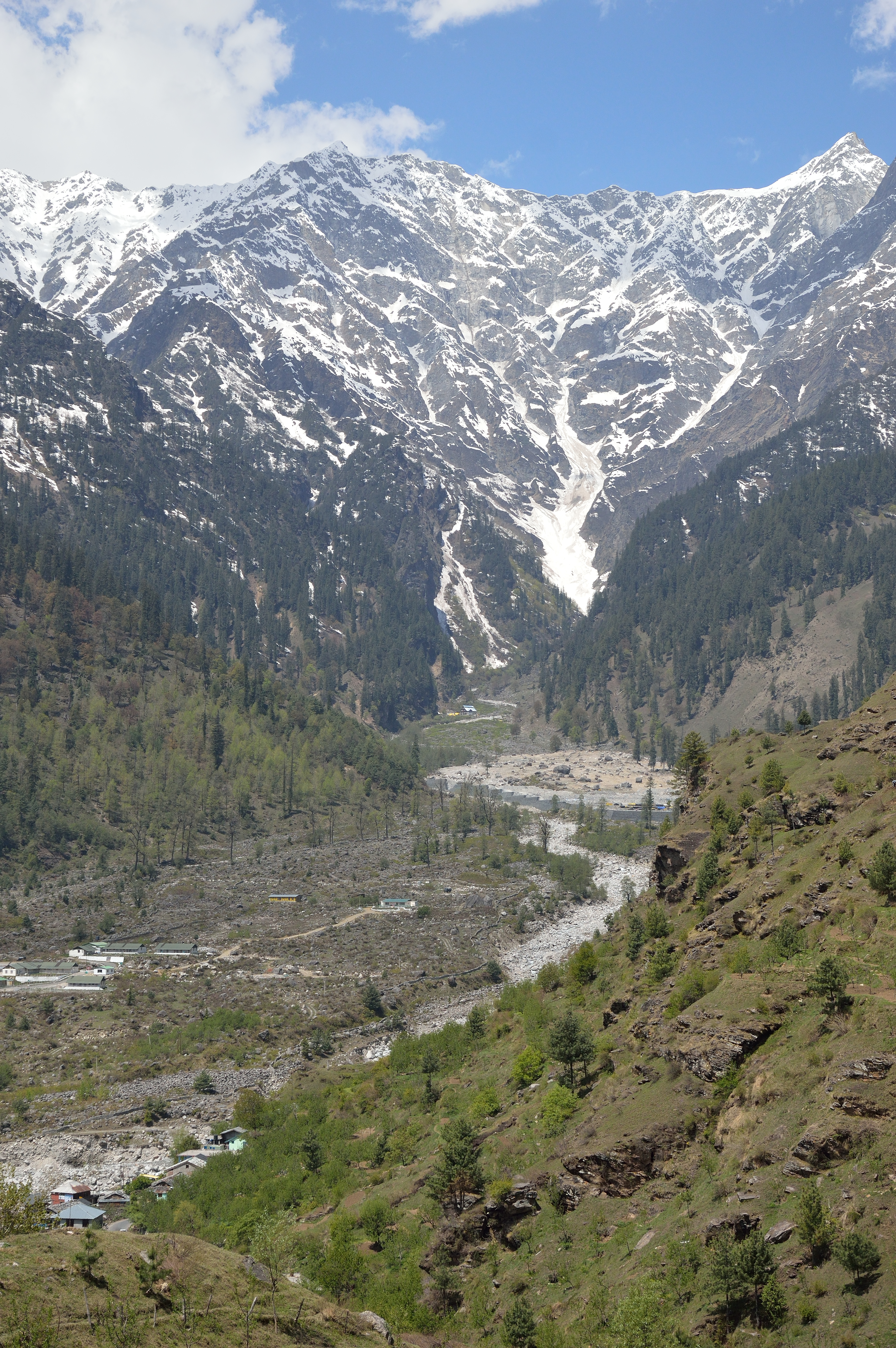
Vista del Himalaya desde el río Beas en Kullu.

Kullu es conocida por sus amplios prados y las vistas panorámicas de la cordillera del Himalaya. A su valle se le denomina «Dev Bhumi» (el valle de los dioses), puesto que alberga muchos sitios de peregrinaje para hindúes, budistas y sijs por igual.
La economía del lugar se basa en el turismo, la horticultura (manzanas, ciruelas, peras y almendras) y los artículos artesanales (mantones, gorros, etc.). Los mantones en concreto son especialmente populares. Están hechos de fibras naturales, como la pashmina, la lana de oveja y la tela de angora.

### Lugares importantes para el turismo

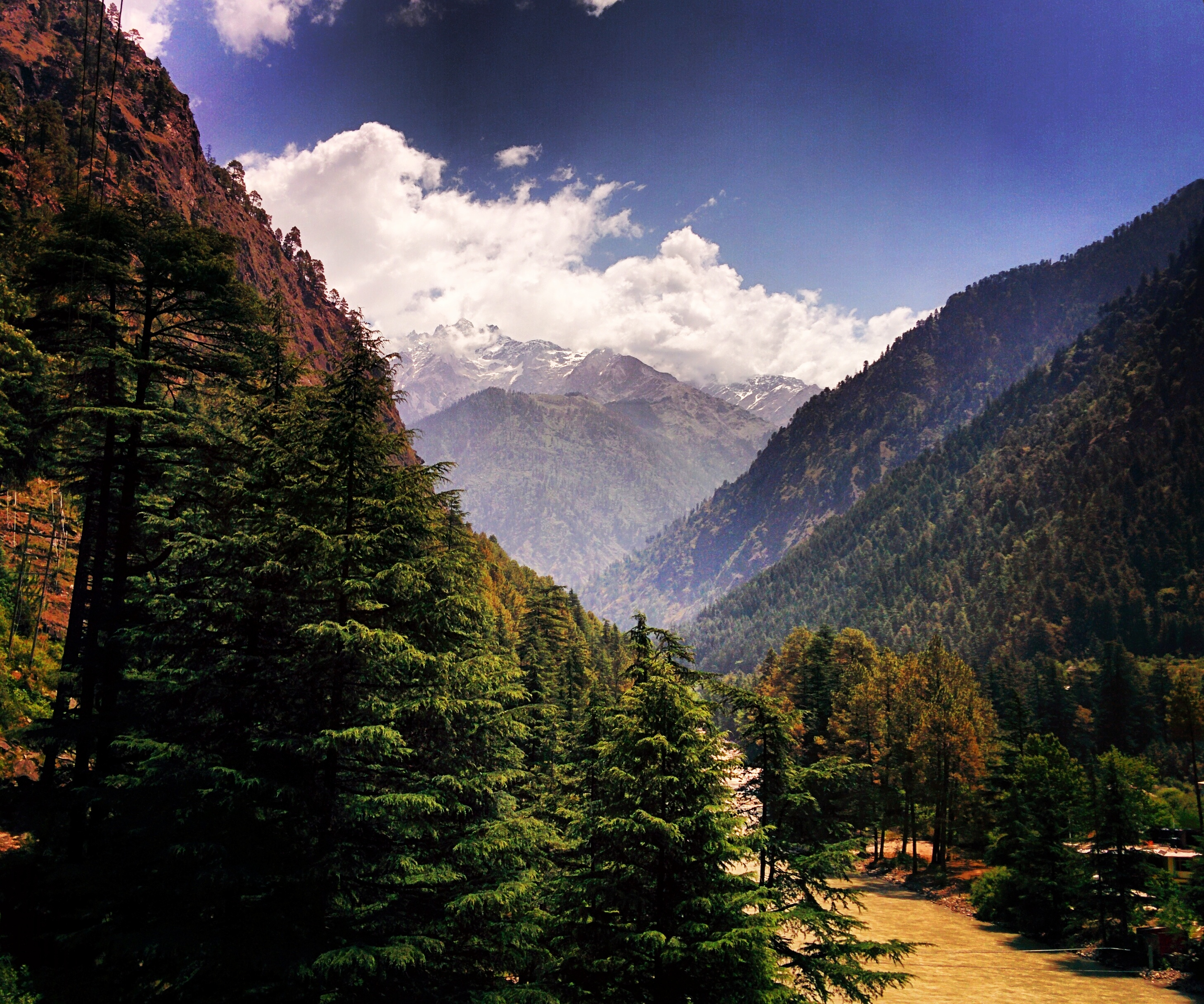
El valle Parvati

- El Gran Parque Nacional del Himalaya (GHNP): Este parque, que fue construido en 1984, se encuentra en una altitud de entre 1500 y 6000 m. Tiene un área de 1171 km² y se extiende 700 kilómetros entre la región de Kullu y Spiti. El parque está habitado por diversos mamíferos, pájaros e insectos. En la actualidad, presume de ser el 7.º lugar categorizado como patrimonio de la humanidad de la India por la UNESCO.
- Templo Raghunath: En el siglo XVII, el rajá Jagat Singh de Kullu cometió una equivocación muy grave. Para expiar sus pecados, envió un cortesano experimentado a Ayodhya para que se llevase la estatua de Raghunath (Rama). Este templo fue construido por el rajá Jagat Singh para albergar dicha estatua, la cual aún hoy es venerada en gran medida.
- Templo Shringi Rishi (Banjar): Aproximadamente a 60 km de Kullu se encuentra el valle Banjar, donde se localiza este templo. Shringi Rishi es la deidad que gobierna el valle. De hecho, antes del advenimiento de Rama al valle de Kullu a través de Ayodhya, Shringi era la deidad que gobernaba Kullu. Shringi Rishi es una de las atthara kardoo (dieciocho deidades principales) del valle de Kullu.
- Templo Maha Devi Tirth: Shri Mahadevi Tirth, popularmente conocido como el mandir Vaishno Devi, está situado unos dos kilómetros al norte desde el valle de Kullu a través de la carretera Kullu-Manali. Aunque se trate de un templo de fundación reciente, se le reconoce como cualquier otro templo antiguo. Su fundador fue Swami Sewak Das Ji.
- Templo Bijli Mahadev: Se localiza a 2435 metros al nivel del mar, por lo que es el punto más alto de Kullu, y está a 10 km de distancia de la ciudad. El templo cuenta con una especie de obelisco que mide 18 metros y que se puede ver desde el valle de Kullu.
- Devta Narsingh: Un templo de la deidad Narsinja. Está situado en Sultanpur.
- Raison: Es una zona de acampada que hay a orillas del río Beas y en la autopista Kullu-Manali.

- Shoja: Un punto de observación a 2692 m con vistas de toda Kullu. El puerto de Jalori queda a 5 km de Shoja. Desde allí hay una panorámica excepcional de Shoja y sus inmediaciones. Poco más allá de Jalori se encuentra un lago llamado Sareuolsar, un lugar extraordinario al que solo se puede acceder a pie.El templo Hidimba Devi, también conocido como el templo Hadimba.

El templo Hidimba Devi, también conocido como el templo Hadimba.

- Templo Basheshwar Mahadev (Bajaura): Uno de los templos con más encanto del valle de Kullu. Es famoso por su intrincado tallado en piedra. Se dice que fue construido por los Pándavas.

- Kasol: Se localiza en un claro a orillas del río Parvati. Es un buen lugar para la pesca de truchas. El Departamento de Turismo de Himachal tiene allí una de sus cabañas de turismo.
- Naggar: Fue la capital de Kullu durante 1400 años. Su castillo de madera y piedra data de siglo XVI y ahora es un hotel que está regentado por el Departamento de Turismo de Himachal. Además, Naggar alberga una galería que muestra los cuadros del artista ruso Nicholas Roerich, así como tres santuarios antiguos y muchas pagodas antiguas.
- Templo Hidimba: Se localiza en el pueblo Dungri, Manali. Se conoce por sus tallados intrincados en madera y sus pagodas. Tiene las huellas de Hidimba Devi impresas en piedra.
- Kais Dhar: Se trata de un lugar con prados y montañas pobladas de bosques a unos 10 km de la ciudad de Kullu. Forma parte de una ruta de excursionismo y no está conectada por carretera, por lo que preserva el ambiente natural del lugar. Los británicos construyeron una casa rural en la zona.
- Granja internacional de cría de conejos de Angora: La granja se encuentra a 4 km del centro de la ciudad. El área es inmensa y está rodeada de bosque por dos lados y por el río Beas en otro de sus lados. Se puede acceder a ella por la autopista 21. Fue la primera granja de Asia en considerarse libre de crueldad animal. En ella se procede al pelado de los conejos de Angora para la fabricación de mantones sofisticados. En 1976 se convirtió en la granja de conejos más grande del mundo.
- Templo Fungani Mata: Se encuentra en la cima del valle Lug, en una zona recóndita que ha hecho posible que mantenga su encanto original. Está a unos 30 km de la ciudad de Kullu.

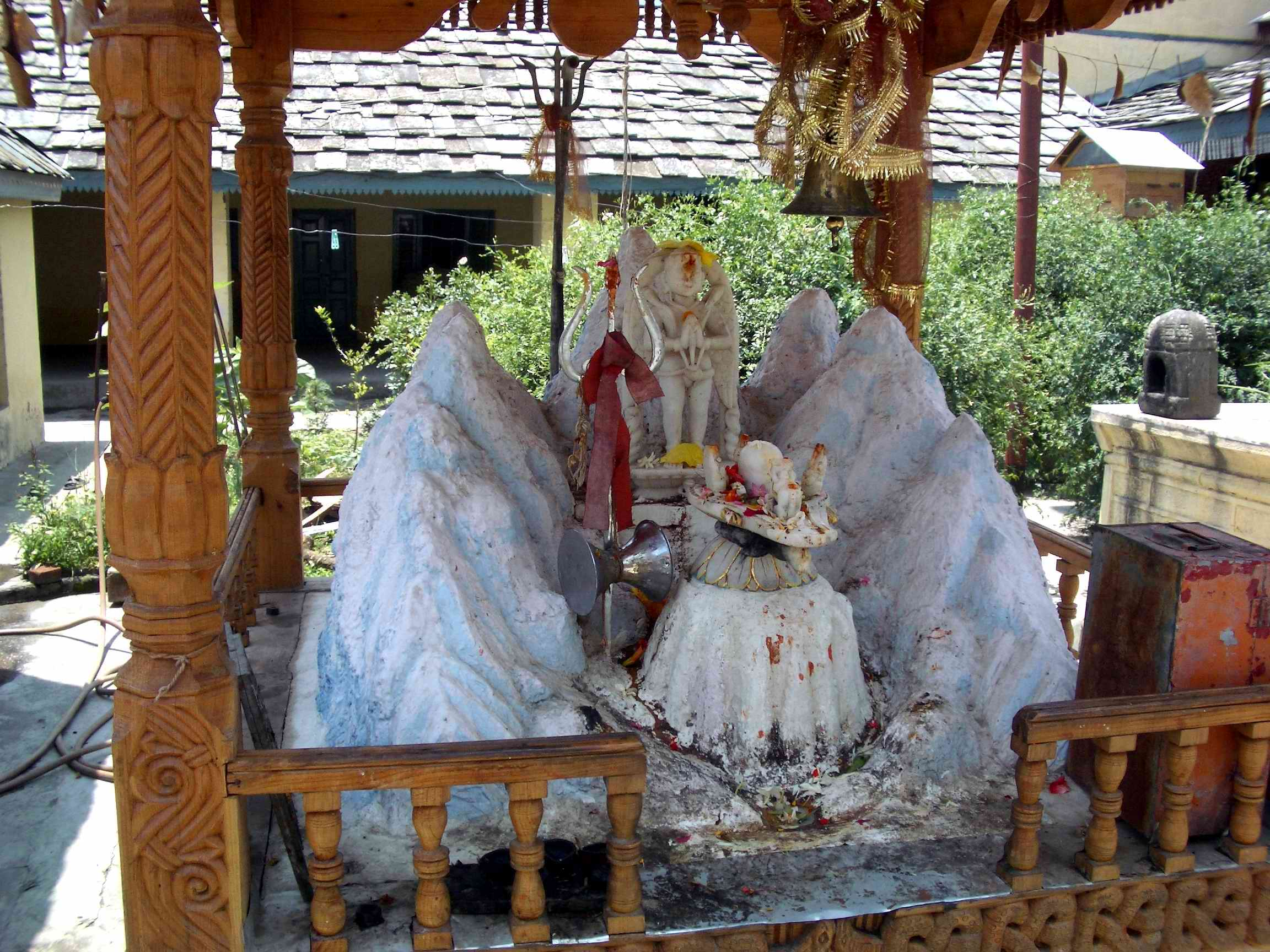
Templo de Shiva
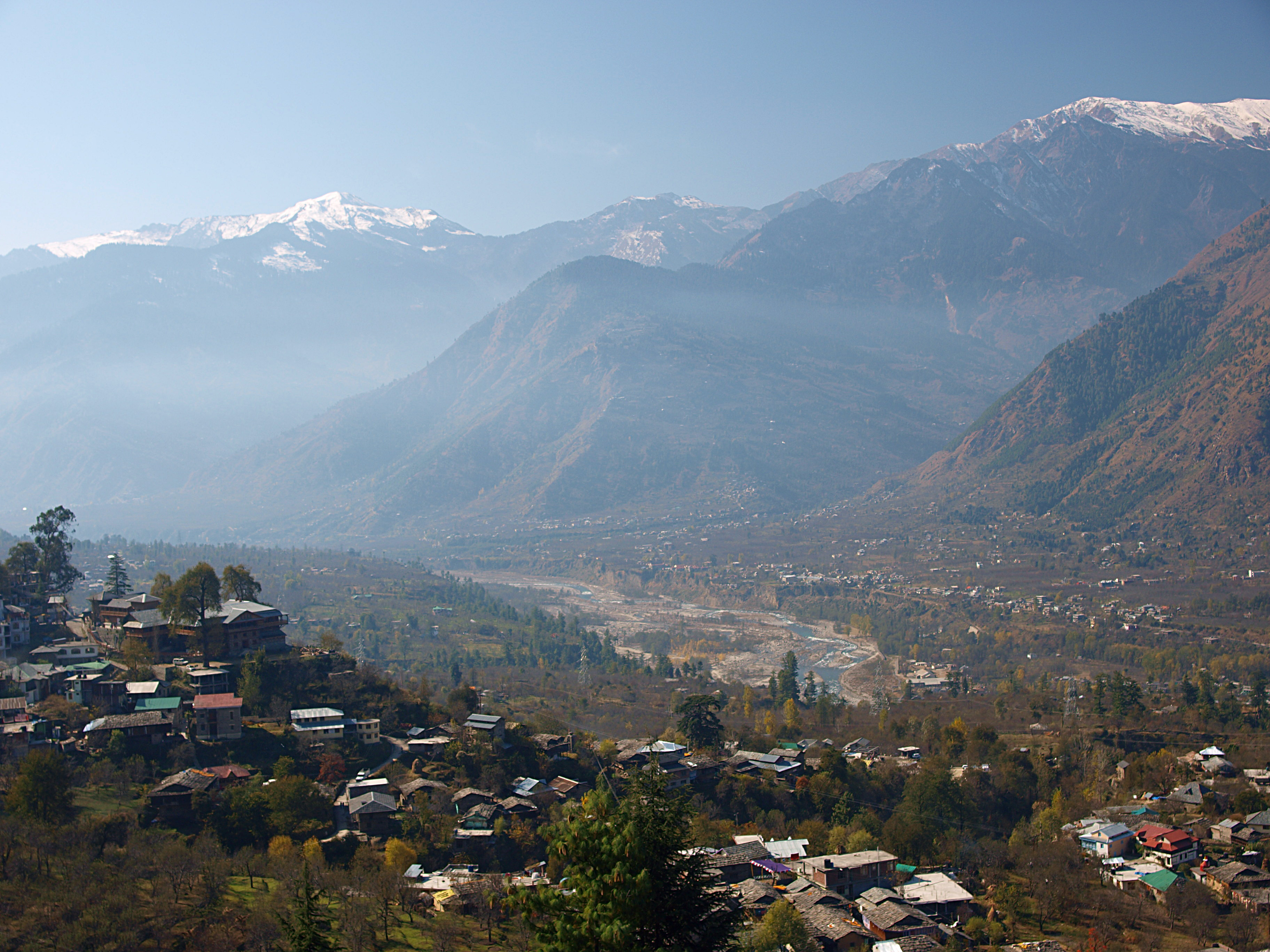
El Himalaya desde el valle de Kullu
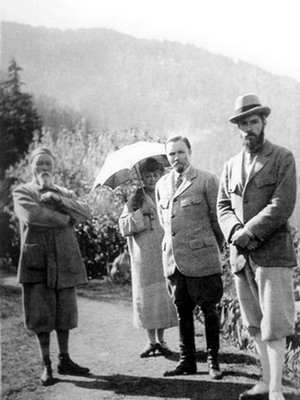
La familia Roerich en el valle de Kullu
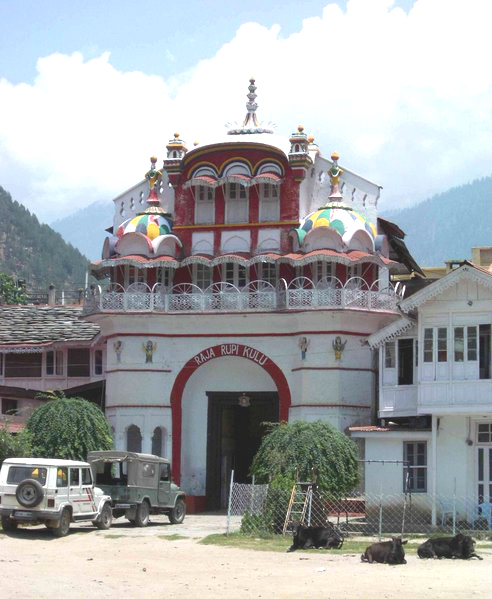
El palacio Raja Rupi
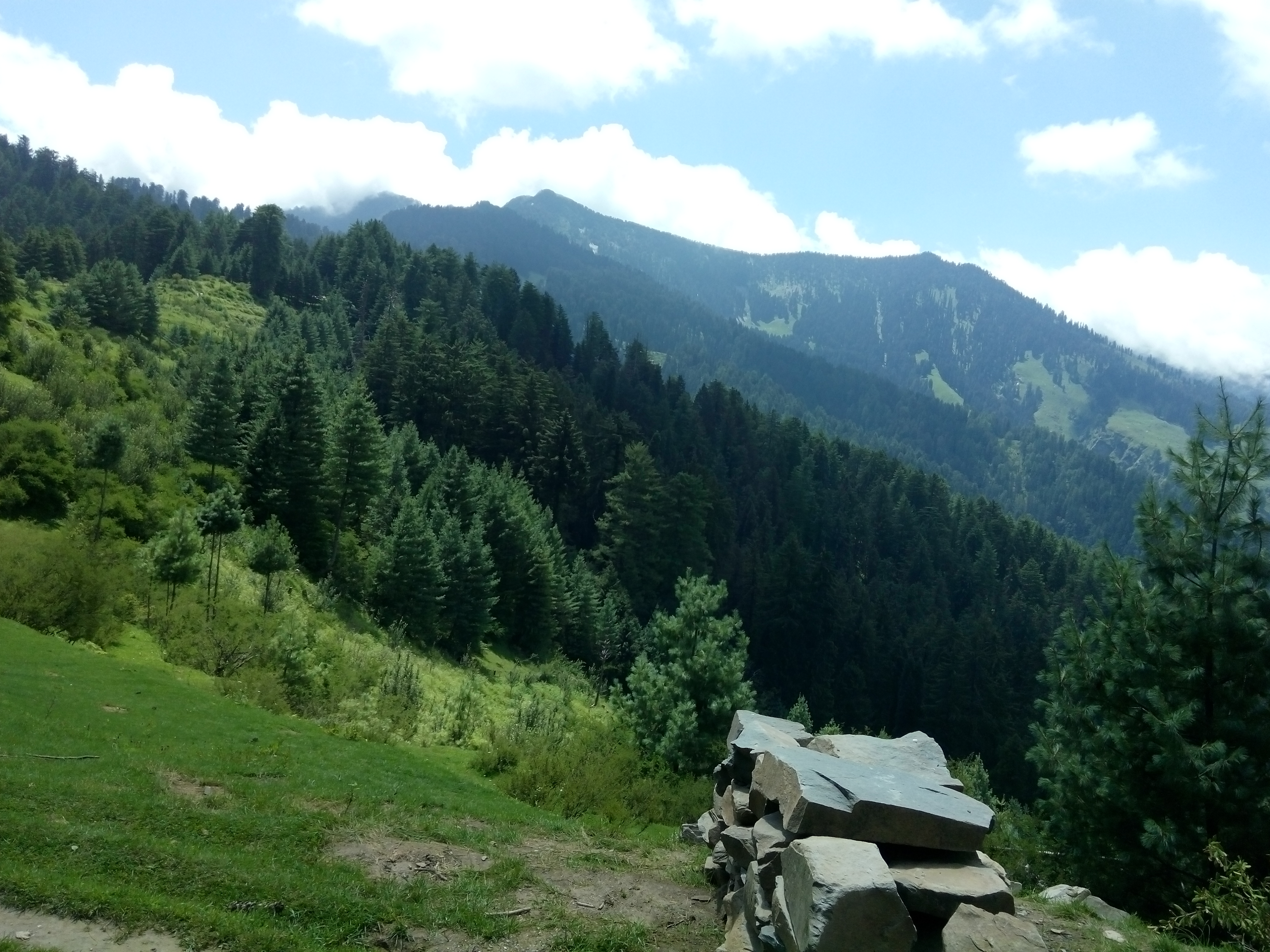
Kais Dhar
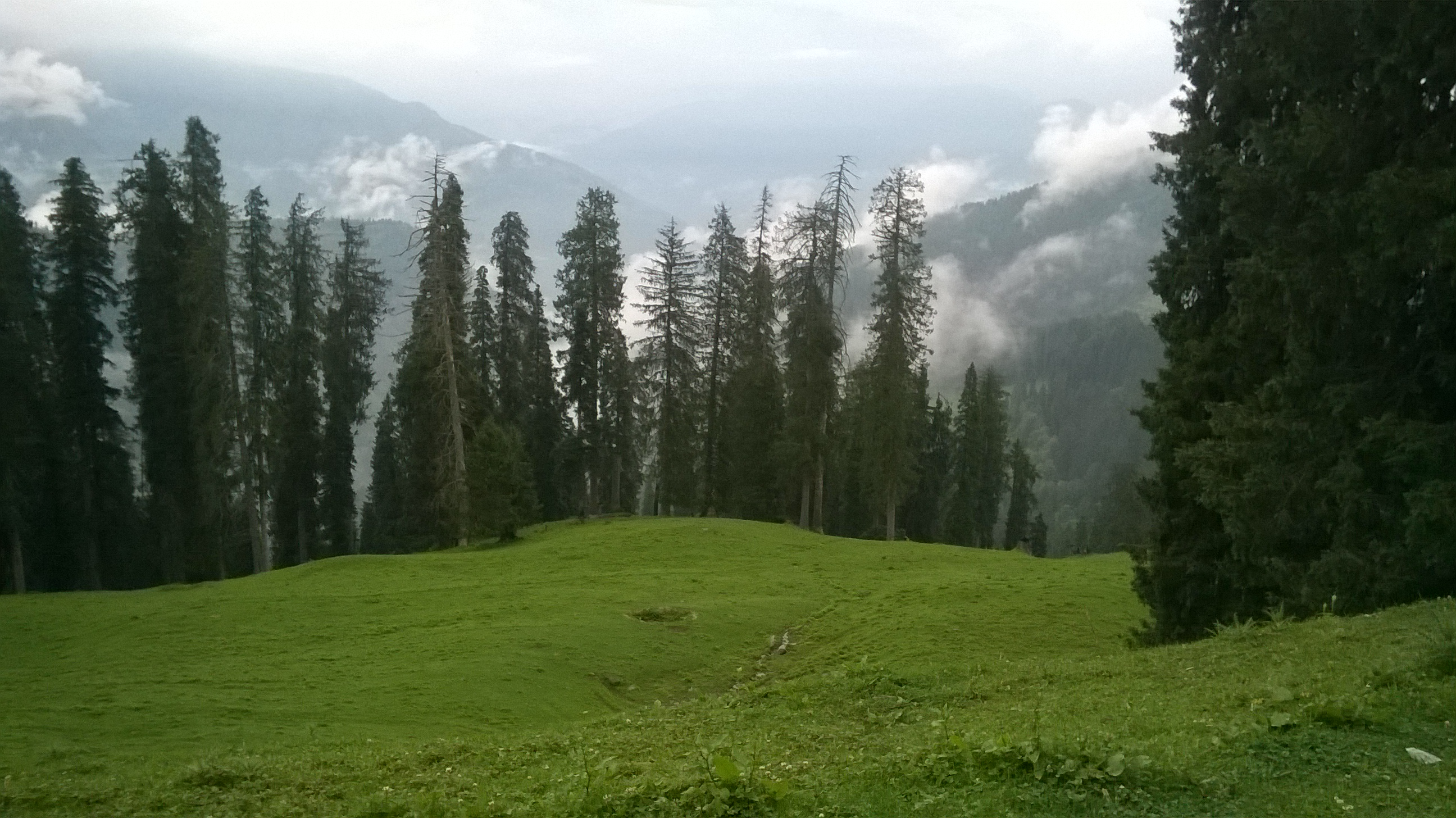
Prados de Kais Dhar
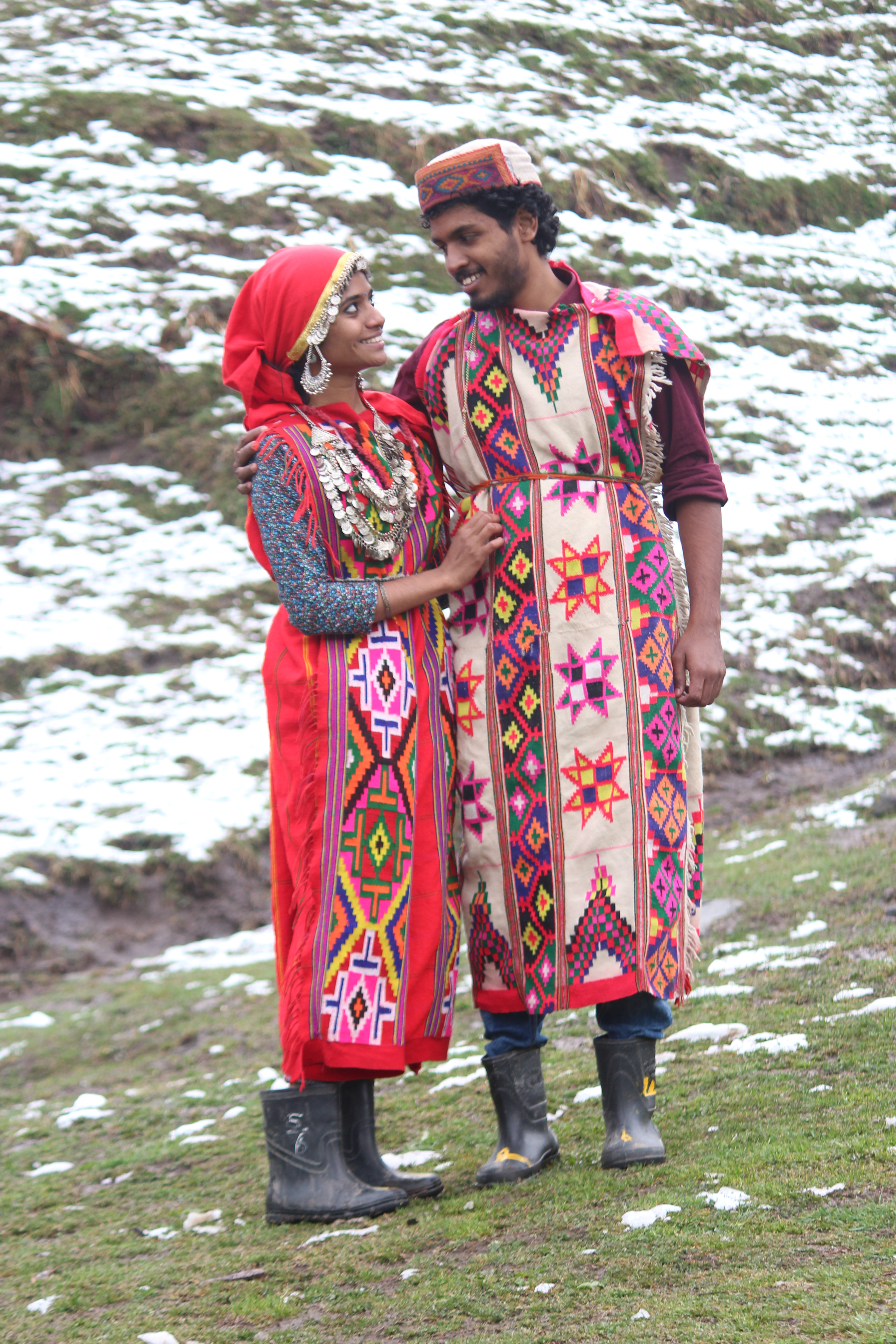
Turistas con la ropa tradicional de Kullu en el valle Solang

### Festivales y otras actividades

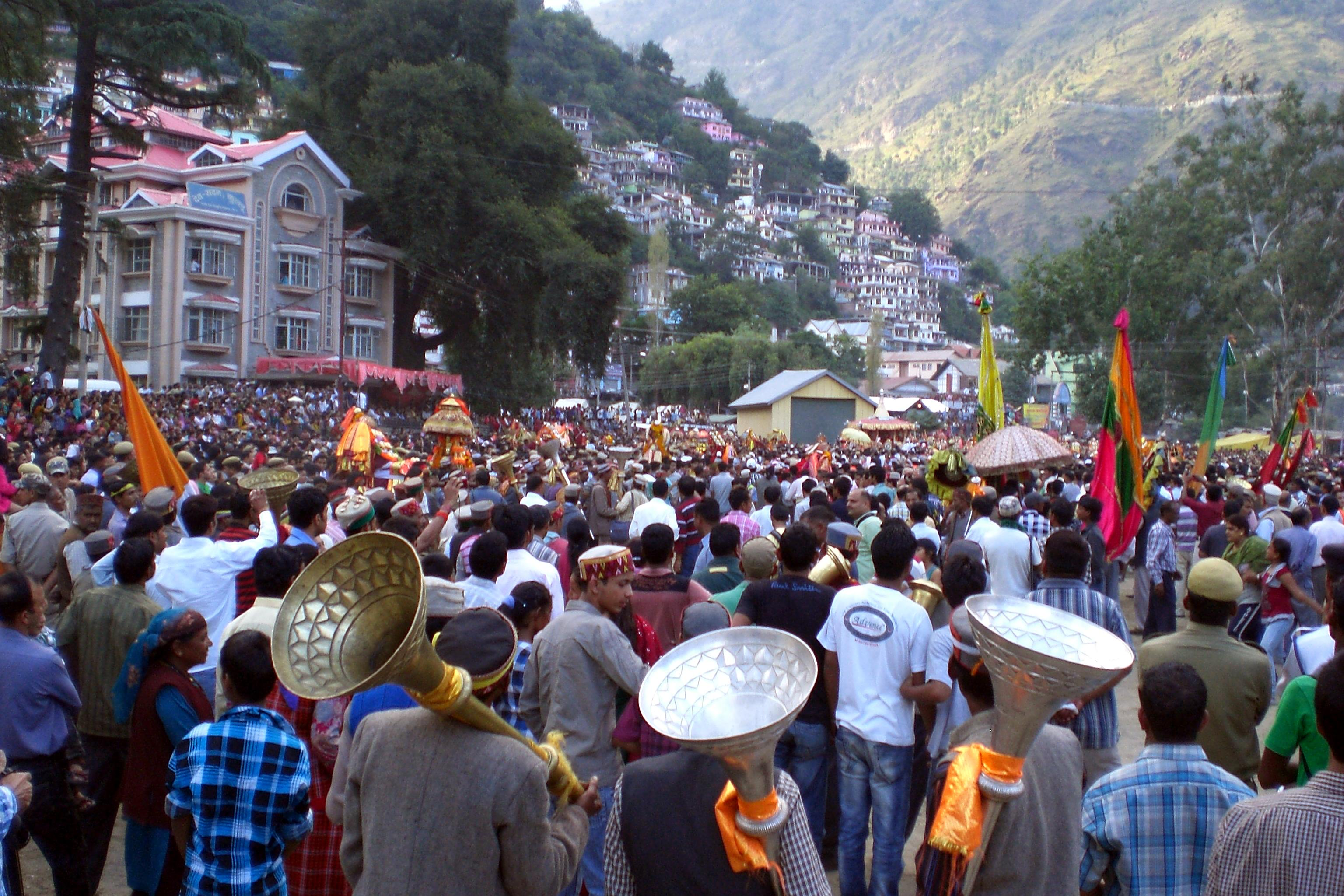
Kullu Dussehra

- Kullu Dussehra: Cuando las celebraciones de Dussehra llegan a su fin en el resto del país, estas empiezan en Kullu. Son tan populares que el gobierno estatal le ha concedido el estatus de festival internacional. Dura siete días y en ella se celebra la victoria del avatar de Rama sobre el malvado rey Ravana, para lo que se traen a unas 200 deidades en homenaje a Raghunath.[12] Tiene lugar en los meses de octubre y noviembre, dependiendo del calendario hindú.
- Kullu Holi: Holi es el festival de los colores y se celebra en dos días en Kullu. Su característica especial es que las personas de la ciudad se juntan en el templo para luego ir a las casas de los vecinos cantando canciones sagradas de la festividad a cambio de dulces, pakoras, bebidas destiladas, etc.
- Pesca y aventura: El valle de Kullu cuenta con muchos lugares donde pescar truchas, como por ejemplo: Katrain, Raison, Kasol y Naggar, además del río Tirthan que hay cerca de Larji, el valle Sainj y el riachuelo Hurla Khud. Así mismo, el descenso de aguas rápidas es una actividad popular en el río Beas. Por otro lado, el valle es el núcleo de varias rutas de excursionismo. Algunas de las más importantes se encuentran en el puerto de Chanderkhani en dirección a Amalana, en el puerto Jalori o puerto Bashleo en dirección a Shimla y en el puerto Pin Parvati en dirección a Sarahan.